# Eumea puberula
Eumea puberula là một loài ruồi trong họ Tachinidae.